# Ken Harrison
Ken Harrison är en amerikansk kompositör som skrivit texter till ett flertal filmer och TV-serier i över 20 år, bland annat till MacGyver: Trail to Doomsday.

## Filmografi (urval)
- 1987–1992 – MacGyver (TV-serie)
- 1994 – MacGyver: Lost Treasure of Atlantis (TV-film)
- 1994 – MacGyver: Trail to Doomsday (TV-film)
- 1994–1995 – Models Inc. (TV-serie)